# Candance Hill
Candance Hill (Estados Unidos, 11 de febrero de 1999) es una atleta estadounidense especializada en las pruebas de 100 m y 200 m, en las que consiguió ser campeona mundial sub-18 en 2015.

## Carrera deportiva
En el Campeonato Mundial Juvenil de Atletismo de 2015 ganó la medalla de oro en los 100 metros, llegando a meta en un tiempo de 11.08 segundos, por delante de la trinitense Khalifa St.Fort y de su compatriota estadounidense Jayla Kirkland. Y también ganó el oro en los 200 metros, con un tiempo de 22.43 segundos, por delante de su paisana estadounidense Lauren Rain Williams y de la sudafricana Nicola De Bruyn.